# Dasypogon equestris
Dasypogon equestris är en tvåvingeart som beskrevs av Christian Rudolph Wilhelm Wiedemann 1828. Dasypogon equestris ingår i släktet Dasypogon och familjen rovflugor. Inga underarter finns listade i Catalogue of Life.